# Anjar
För andra betydelser, se Anjar (olika betydelser).

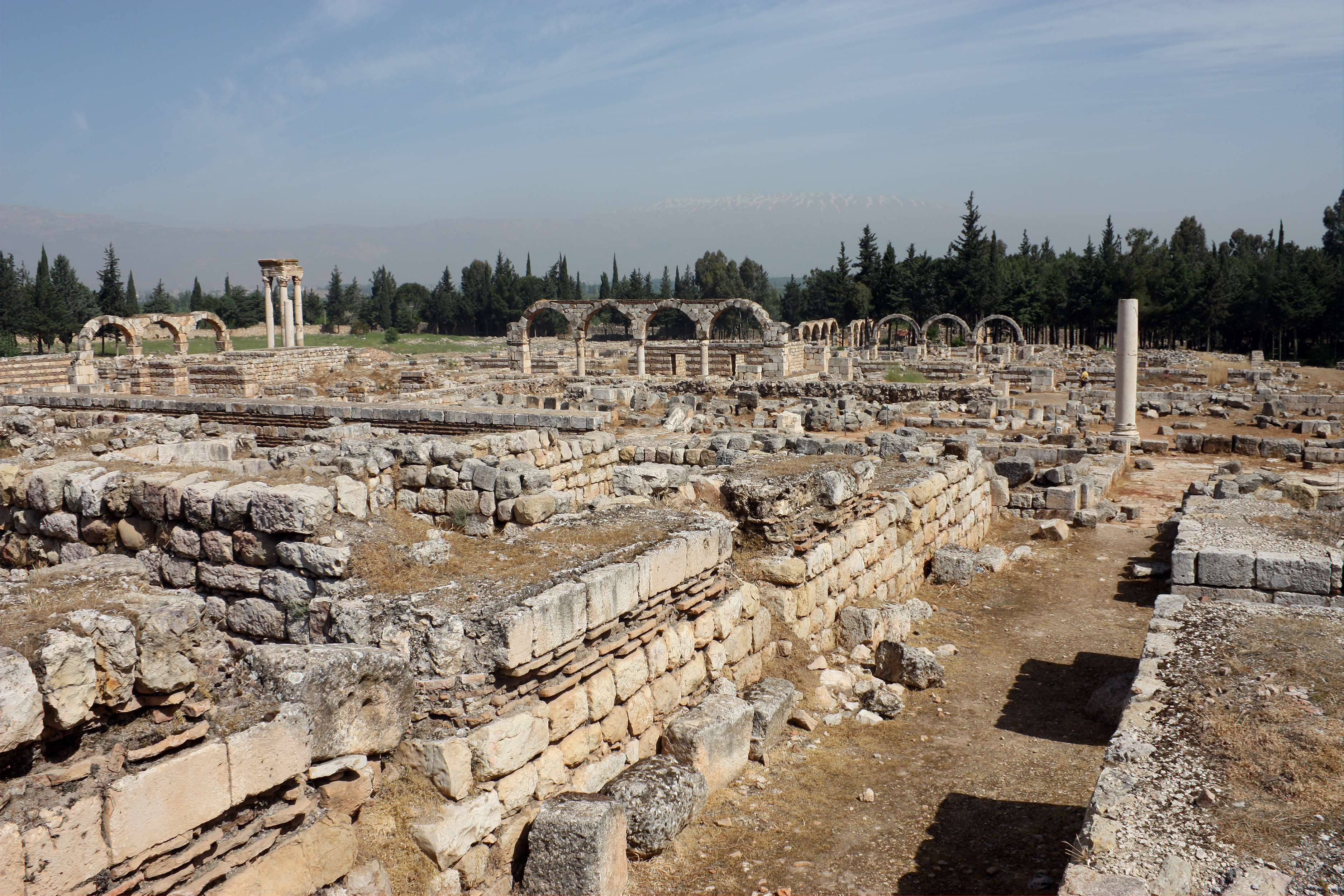
Stora palatset, med terapylonen mitt i stan i ovankant till vänster

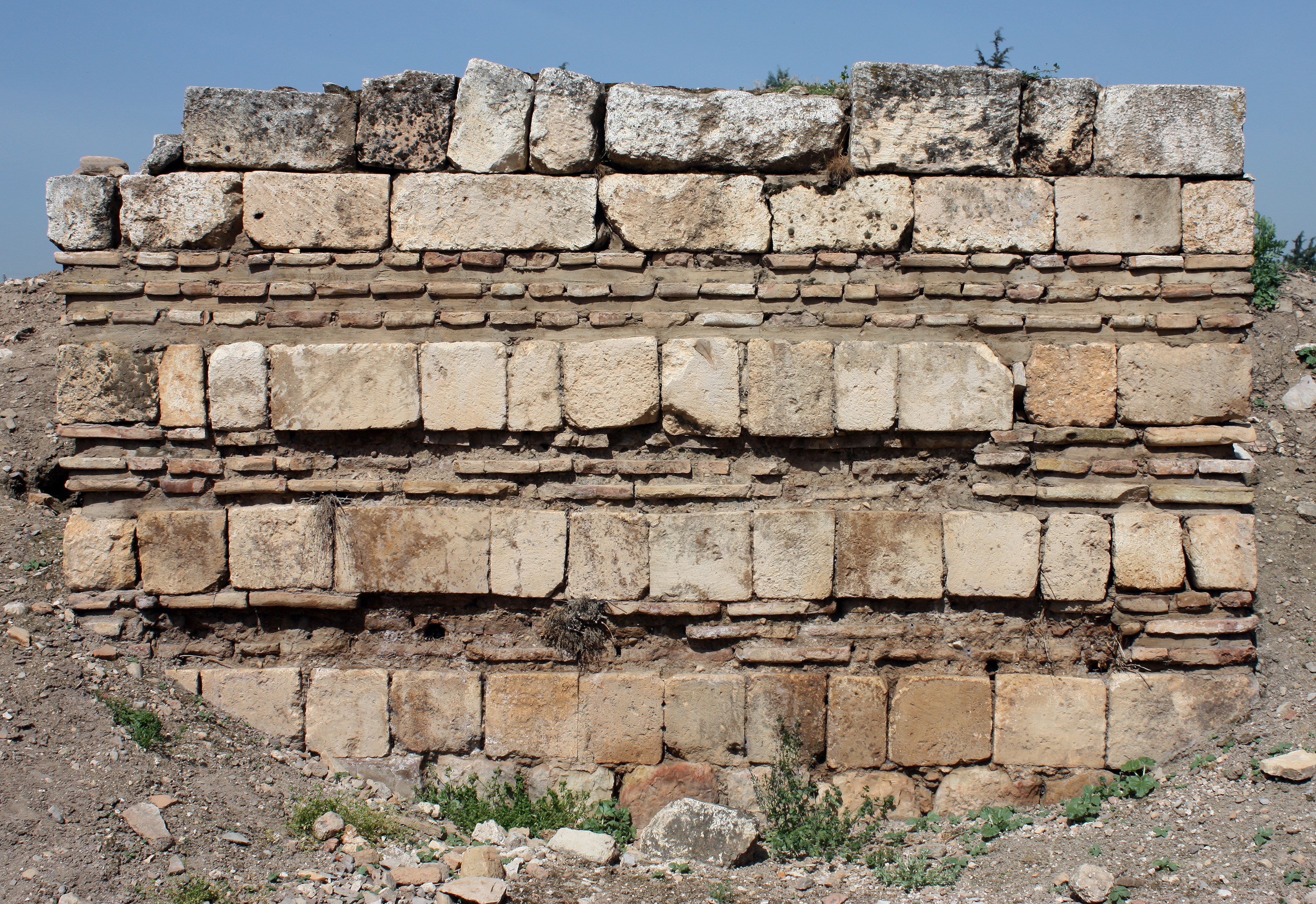
Mur

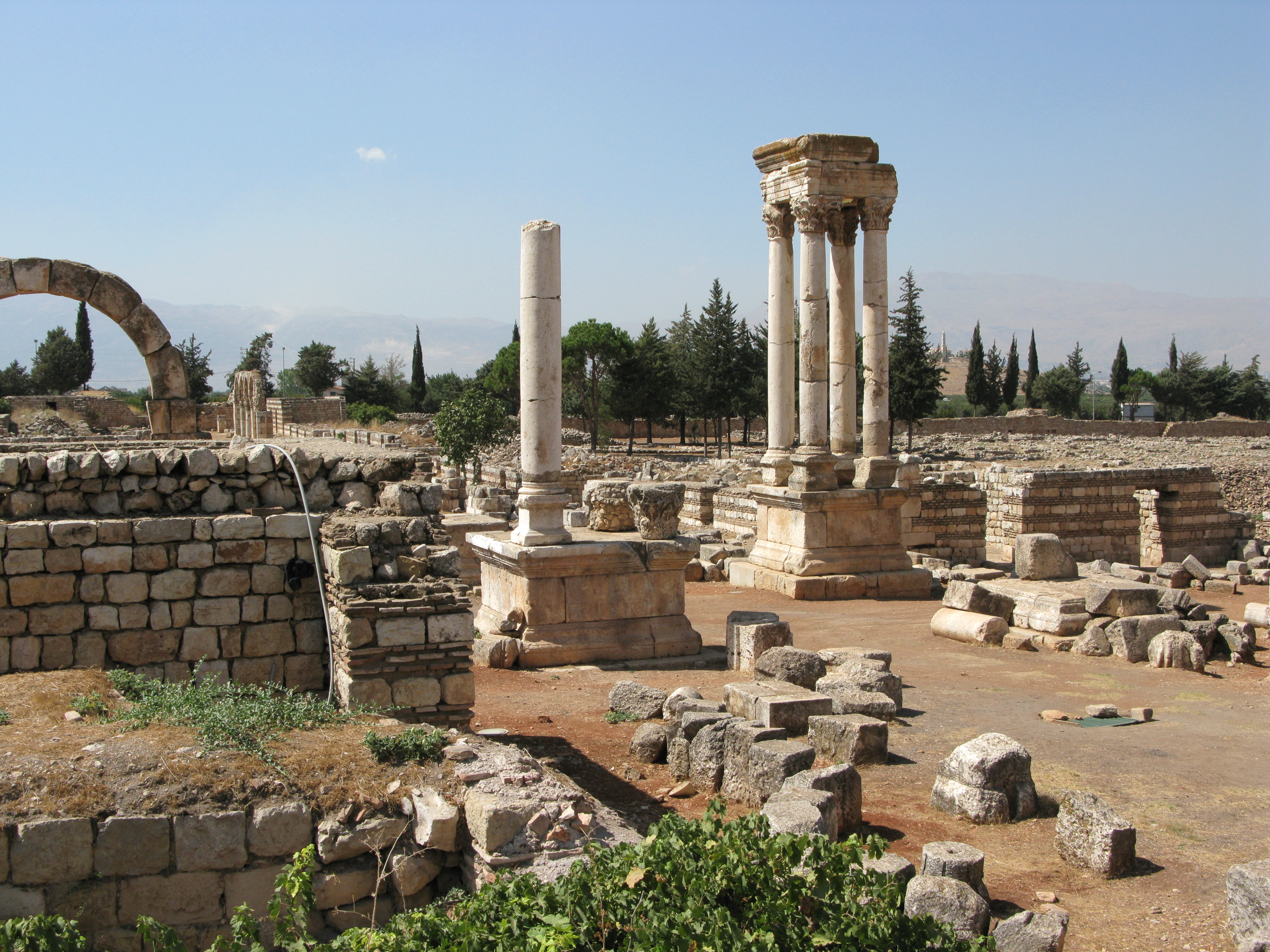
Ruinerna i Anjar

Anjar (arabiska عنجر, armeniska Անճար), även känt som Haoush Mousa, är en stad och en arkeologisk plats i Bekaadalen i Libanon, omkring 60 kilometer öster om Beirut och 850 meter över havet.

## Den armeniska staden
Anjar har en total yta av 18 km2 (1.800 hektar), varav ungefär 98 hektar i tätorten. Området köptes 1939 av den franska mandatadministrationen med finansiering av franska staten och armeniska donatorer. Tätorten bebyggdes på basis av en omsorgsfullt utarbetad generalplan av Hagop Keshishian efter en bild av en örn med utfällda vingar, orienterad ungefärligen i söder-norr. Den nord-sydliga mittaxeln är paradgatan, en 20 meter bred gata, som är en fortsättning av den huvudsakliga tillfartsvägen från nordväst. Den moderna staden är sammanbyggd med den antika staden i den nordöstra delen. I stans södra del ligger Armeniska apostoliska kyrkans  Sankt Boghoskyrkan (Sankt Paulskyrkan) från 1960, och det finns också den katolsk Mariakyrkan från 1954 och en evangelisk kyrka från 1941.
I ursprungsplanen för staden ingick tvårumshus, men ekonomiska nedskärningar under andra världskriget ledde till att husen byggdes med ett rum på 4 x 4,5 meter och en toalett, men på en hustomt av den ursprungligen planerade storleken på 400 kvadratmeter (15 x 25 meter). Sammanlagt 1.065 av dessa minimala hus byggdes för att ersätta det ursprungliga tältlägret. 
Det nutida Anjar har en befolkningen på cirka 2.400 invånare, varav nästan alla är armenier. Den armeniska befolkningen kom till Anjar sommaren 1939 efter det att Frankrike mot Syriens protester överlämnat Hatayprovinsen till Turkiet. Omkring 5.000 personer anlände, framför allt från sex armeniska byar på sluttningen av Musa Dagh, med undantag av Vakifli, vars befolkning valde att stanna. De sex stadsdelarna har namn efter de tidigare armeniska byarna på Musa Daghs sluttningar. I staden finns sedan 1998 vid martyrmonumentet en byst över Moses Ter-Kalousdian, ledaren för den armeniska motståndskampen vid Slaget om Musa Dagh augusti-september 1915.
På sommaren växer befolkningen till cirka 3.500 personer, då ett antal armenier i förskingringen kommer tillbaka till staden.
Ungefär en kilometer norr om staden finns Anjarkällan (Dzardager), som var byns vattenställe fram till 1947, då ledningar lades ned till tätoten. År 1962 fick byn elektricitet och 1991 ett avloppssystem.
Nära Sankt Boghoskyrkan ligger martyrmonumentet från 1995.

## Den antika staden
Det antika Anjar upptogs på Unescos världsarvslista 1984. Det ligger i den nya stadens nordöstra del i omedelbar anslutning till den moderna bebyggelsen.
Platsen var tidigare känd som Gerrha, en befäst ort uppförd av Umayyaddynastins kalif Al-Walid ibn Abdel Malek i början av 700-talet. Den övergavs efter bara några decennier och efterlämnade ett antal ruiner inom en stadsmur. Dagens namn härstammar från arabiskan Ayn Gerda, eller Gerrhas källa.
Den antika staden är i formen lik en romersk stad. Den har en rektangulär, nära kvadratisk form, 385 x 350 meter, med en huvudgata med nästan nord-sydlig orientering med avloppsrännor under och en huvudgata, också med underliggande avlopp, med nästan öst-västlig orientering. Dessa möts i stadens mittpunkt, en plats som utsmyckats med en tetrapylon. Staden är omgiven med en rektangulär stadsmur, med fyra stadsportar vid mynningarna av huvudgatorna.
Stadens fyra lika stora kvadranter har olika funktion. Den sydvästra består av bostäder, i den sydöstra finns det stora palatset och huvudmoskén. I den nordöstra delen finns bland annat ett mindre palats och ett badhus och i den nordvästra marknadsplatser. Staden huvudgator har kantats av en mängd affärsloklarer. Staden började grävas ut 1943, och är ännu bara delvis utgrävd, med början i den östra delen.
Staden byggdes i början av 700-talet och övergavs efter bara några tiotal till 744, då kalifen Ibrahim son till stadsgrundaren kalifen Al-Walid, besegrades.

### Byggnader
- Det stora palatset är byggt runt en 40 kvadratmeter stor gård med kolonnförsedda sidor.
- Det lilla palatset har en likartad form, men är mer omsorgsfullt dekorerat, med symboler som tycks ha lånats från grekisk-romersk byggnadstradition.
- Badhuset ligger 20 meter från det lilla palatset och har som ett romersk bad en omklädningssektion, och en vardera för varmt och kallt vatten. Det finns mosaik bevarad och delar av det tidigare centralvärmesystemet.
- Stadsmuren, som är två meter tjock, omsluter hela staden och har totalt 40 torn, varav fyra hörntorn, och fyra stadsportar. Den har en kärna av jord och är klädd med kvadersten utåt och mursten inåt.m
- Den stora moskén har grävts ut, i omedelbar anslutning till det stora palatset. Den mäter 45 x 32 meter.
- Tetrapylon i korsningen av de nord-syd- och väst-östgående gatorna.